# Småsporigt krämskinn
Småsporigt krämskinn (Hypochnicium subrigescens) är en svampart som beskrevs av Boidin 1971. Småsporigt krämskinn ingår i släktet Hypochnicium och familjen Meruliaceae.  Arten är reproducerande i Sverige. Inga underarter finns listade i Catalogue of Life.